# Enthymius dubius
Enthymius dubius là một loài bọ cánh cứng trong họ Cerambycidae.